# Lekkoatletyka na Letnich Igrzyskach Olimpijskich 1924 – maraton mężczyzn
Maraton mężczyzn na Letnich Igrzyskach Olimpijskich w 1924 roku odbył się 13 lipca 1924 roku. Start miał miejsce o godz. 17:23 (CET) na stadionie Colombes, gdzie znajdowała się również meta. Zwycięzcą biegu został Fin Albin Stenroos z czasem 2 godziny 41 minut i 22,6 sekundy.
Były to drugie igrzyska w historii, na których maraton rozgrywano na dystansie 42 km i 195 m. Zawody ukończyło 30 z 58 startujących biegaczy.

## Wyniki
| Pozycja | Zawodnik                | Reprezentacja              | Czas      |
| ------- | ----------------------- | -------------------------- | --------- |
| 01 !    | Albin Stenroos          | Finlandia                  | 2:41:22,6 |
| 02 !    | Romeo Bertini           | Włochy                     | 2:47:19,6 |
| 03 !    | Clarence DeMar          | Stany Zjednoczone          | 2:48:14,0 |
| 4       | Lauri Halonen           | Finlandia                  | 2:49:47,4 |
| 5       | Samuel Ferris           | Wielka Brytania            | 2:52:26,0 |
| 6       | Manuel Plaza            | Chile                      | 2:52:54,0 |
| 7       | Boughera El Ouafi       | Francja                    | 2:54:19,6 |
| 8       | Gustav Kinn             | Szwecja                    | 2:54:33,4 |
| 9       | Dionisio Carreras       | Hiszpania                  | 2:57:18,4 |
| 10      | Jüri Lossmann           | Estonia                    | 2:57:54,6 |
| 11      | Axel Jensen             | Dania                      | 2:58:44,8 |
| 12      | Jean-Baptiste Manhès    | Francja                    | 3:00:34,0 |
| 13      | Jack Cuthbert           | Kanada                     | 3:00:44,6 |
| 14      | Victor McAuley          | Kanada                     | 3:02:05,4 |
| 15      | Marcel Alavoine         | Belgia                     | 3:03:20,0 |
| 16      | Frank Wendling          | Stany Zjednoczone          | 3:05:09,8 |
| 17      | Arthur Farrimond        | Wielka Brytania            | 3:05:15,0 |
| 18      | Frank Zuna              | Stany Zjednoczone          | 3:05:52,2 |
| 19      | Harry Phillips          | Szwecja                    | 3:07:13,0 |
| 20      | Auguste Broos           | Związek Południowej Afryki | 3:14:03,0 |
| 21      | Waldemar Karlsson       | Szwecja                    | 3:14:21,4 |
| 22      | Tullio Biscuola         | Włochy                     | 3:19:05,0 |
| 23      | William Churchill       | Stany Zjednoczone          | 3:19:18,0 |
| 24      | Mohammed Ghermati       | Francja                    | 3:20:27,0 |
| 25      | Chuck Mellor            | Stany Zjednoczone          | 3:24:07,0 |
| 26      | Pierre-Georges LeClercq | Belgia                     | 3:27:54,0 |
| 27      | Jack McKenna            | Wielka Brytania            | 3:30:40,0 |
| 28      | Antal Lovas             | Węgry                      | 3:35:34,0 |
| 29      | Mahadeo Singh           | Indie Brytyjskie           | 3:37:36,0 |
| 30      | Elmar Reimann           | Estonia                    | 3:40:52,0 |
| —       | Alberto Cavallero       | Włochy                     | DNF       |
| —       | Aleksandros Kranis      | Grecja                     | DNF       |
| —       | Angelo Malvicini        | Włochy                     | DNF       |
| —       | Bobby Mills             | Wielka Brytania            | DNF       |
| —       | Ralph Williams          | Stany Zjednoczone          | DNF       |
| —       | Belisario Villacís      | Ekwador                    | DNF       |
| —       | Bohumil Honzátko        | Czechosłowacja             | DNF       |
| —       | Cornelis Brouwer        | Holandia                   | DNF       |
| —       | Dunky Wright            | Wielka Brytania            | DNF       |
| —       | Ernest Leatherland      | Wielka Brytania            | DNF       |
| —       | Ernesto Alciati         | Włochy                     | DNF       |
| —       | Félicien Van De Putte   | Belgia                     | DNF       |
| —       | Georges Verger          | Francja                    | DNF       |
| —       | Gabriel Ruotsalainen    | Finlandia                  | DNF       |
| —       | Gerard Steurs           | Belgia                     | DNF       |
| —       | Iraklis Sakellaropoulos | Grecja                     | DNF       |
| —       | Emil Kalous             | Czechosłowacja             | DNF       |
| —       | Hannes Kolehmainen      | Finlandia                  | DNF       |
| —       | Josef Eberle            | Czechosłowacja             | DNF       |
| —       | Kikunosuke Tashiro      | Japonia                    | DNF       |
| —       | Pál Király              | Węgry                      | DNF       |
| —       | Shizo Kanakuri          | Japonia                    | DNF       |
| —       | Teun Sprong             | Holandia                   | DNF       |
| —       | Ettore Blasi            | Włochy                     | DNF       |
| —       | Vilho Hietakari         | Finlandia                  | DNF       |
| —       | Vyron Athanasiadis      | Grecja                     | DNF       |
| —       | Ville Kyrönen           | Finlandia                  | DNF       |
| —       | Yahei Miura             | Japonia                    | DNF       |